# Nerissa e Katherine Bowes-Lyon

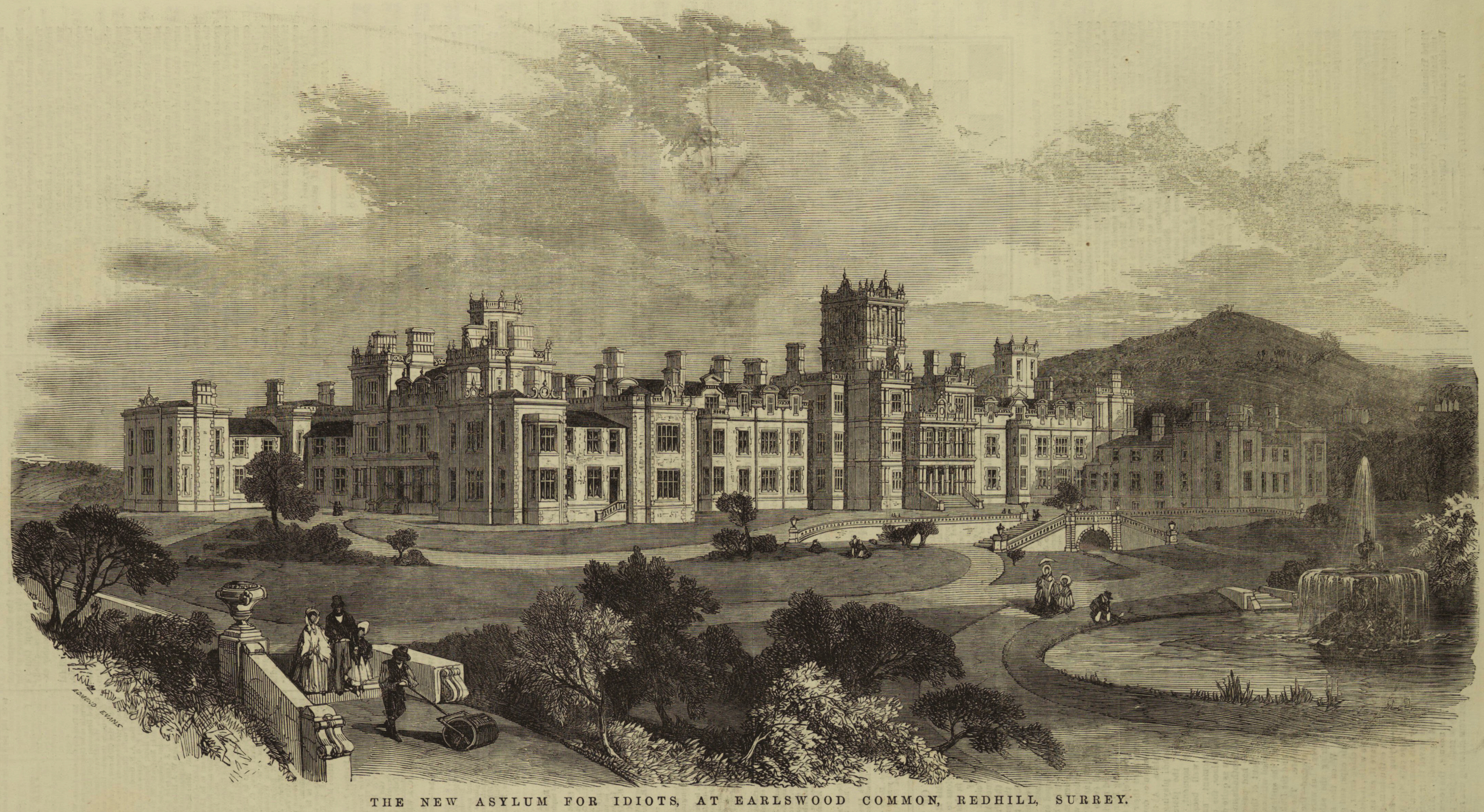
Royal Earlswood Hospital c.1854

Nerissa Bowes-Lyon (18 de fevereiro de 1919 – 22 de janeiro de 1986) e Katherine Bowes-Lyon (4 de julho de 1926 – 23 de janeiro de 2014)  eram duas das filhas de John Herbert Bowes-Lyon e sua esposa Fenella (nascida Hepburn-Stuart -Forbes-Trefusis). John era irmão de Elizabeth Bowes-Lyon, a rainha-mãe, então suas duas filhas eram primas-irmãs da rainha Elizabeth II e da princesa Margaret, compartilhando um par de avós, Claude Bowes-Lyon, 14º conde de Strathmore e Kinghorne, e Cecilia Bowes- Lyon, condessa de Strathmore e Kinghorne.
Em 1987, foi revelado que, apesar da edição de 1963 do Burke's Peerage listando Nerissa e Katherine como tendo morrido em 1940 e 1961, respectivamente, as irmãs estavam vivas e foram colocadas no Hospital Earlswood para deficientes mentais em 1941. Na terminologia da época, ambas eram classificadas como " imbecis " e nenhuma deles havia aprendido a falar. Nerissa morreu em 1986, com apenas funcionários do hospital comparecendo ao funeral , enquanto Katherine morreu em 2014. As irmãs não receberam nenhum dinheiro da família, exceto £ 125 pagos a Earlswood a cada ano. 
Sugestões de um encobrimento real foram rejeitadas na imprensa por Lord Clinton em 1987, que alegou que sua tia Fenella (a mãe das duas meninas) havia preenchido o formulário de Burke incorretamente devido a Fenella ser "uma pessoa vaga"; no entanto, Burke incluiu datas específicas de morte para ambas as irmãs. De acordo com um documentário de televisão de 2011 sobre as irmãs, "durante todo seu tempo no hospital, não há registro de que as irmãs tenham sido visitadas por algum membro dos Bowes-Lyon ou famílias reais, apesar de sua tia, a Rainha Mãe, ser um Patrono do Mencap "(uma instituição de caridade para pessoas com deficiência mental). Enfermeiras entrevistadas no documentário disseram que, até onde sabem, a família nunca enviou às irmãs um presente ou cartão de aniversário ou de Natal. Quando Nerissa morreu em 1986, nenhum membro de sua família compareceu ao funeral. Ela foi enterrada no cemitério de Redhill. Seu túmulo foi marcado com etiquetas de plástico e um número de série até que sua existência foi revelada na mídia, quando então a família acrescentou uma lápide.
Três primos com deficiência mental das meninas também moravam no Hospital Earlswood. Harriet Hepburn-Stuart-Forbes-Trefusis (1887–1958), tia de Nerissa e Katherine, Fenella, casou-se com o major Henry Nevile Fane e 3 de seus 7 filhos moravam no Earlswood Hospital: Idonea Elizabeth Fane (1912–2002), Rosemary Jean Fane (1914–1972) e Etheldreda Flavia Fane (1922–1996). David Danks, então diretor do Murdoch Institute, achava que uma doença genética pode ter matado membros masculinos da família durante a infância e causado dificuldades de aprendizagem nas mulheres. Em 1996, os primos sobreviventes foram transferidos para a casa de repouso Ketwin House em Surrey. Quando foi fechado em 2001, eles foram transferidos para outra casa de repouso em Surrey.

## Na cultura popular
As irmãs foram apresentadas no sétimo episódio da quarta temporada da série dramática da Netflix, The Crown.